# Йосиф Поппетров
Йосиф Поппетров Пелович е български търговец, деец на българското националноосвободително движение, председател на Видрарския частен революционен комитет и Диарбекирски заточеник.

## Биография
Йосиф Попов или Поппетров е роден през 1835 г., в семейството на потомствения свещеник поп Петър Пелович от с. Видраре и Гена Радина от с. Батулци. Родът на баща му (Пеловци) е преселнически и според родови спомени пристига във Видраре от Егейска Македония през XVIII век. След смъртта на родителите му през 1836 г. е отгледан от своя брат Павел Поппетров - Патю Чорбаджи. Владее румънски и турски език и търгува с Румъния.

През 60-те години на XIX в. сръбското разузнаване оценява фамилията му като една от онези, които държат окръга в свои ръце. . През 1871 г. е избран за председател на Видрарския частен революционен комитет на БРЦК. След Арабаконашкия обир получава 6-годишна присъда от Османския съд и е заточен в Диарберкир, заедно с брат си Филип Поппетров. След Руско-турската война от 1877 – 1878 година и Санстефанския мирен договор е освободен и пристига в София с другите освободени заточеници през април 1878 г.

След Освобождението сътрудничи на Стефан Стамболов и създадената от него Народнолиберална партия. Присъства на откриването на Паметника на Васил Левски в София. Отказва да подаде документи за поборническа пенсия, поради доброто си материално положение.
Умира през 1907 г.
- Поборника Йосиф поп Петров и семейството му, около 1900 г.
- Видрарски заточеници
- Свидетелство от поборниците Йосиф Поппетров, Вуто Пелов и Герго Стойков за Георги Тутмаников.